# Rivière Suzie
Pour les articles homonymes, voir Suzie.
La rivière Suzie est un affluent de la rivière Mégiscane coulant dans la municipalité de Senneterre, dans la MRC La Vallée-de-l'Or, dans la région administrative Abitibi-Témiscamingue, dans la province de Québec, au Canada.
Le cours naturel de la rivière Suzie traverse les cantons Jalobert, Bourgmont, Bongard, Logan et Bernier. Le cours dévié par les barrages coule plutôt dans le canton de Brécourt via le lac Brécourt.
La rivière Suzie coule entièrement en territoire forestier au nord-est de la limite réserve faunique La Vérendrye et du côté ouest du réservoir Gouin. La foresterie constitue la principale activité économique de ce bassin versant ; les activités récréotouristiques, en second. La surface de la rivière est habituellement gelée de la mi-décembre à la mi-avril.

## Géographie

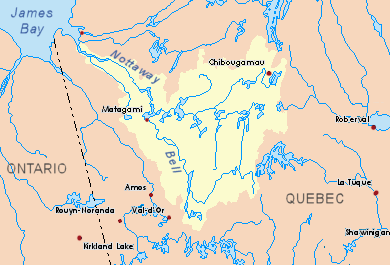
Bassin hydrographique de la rivière Nottaway.

Le Dictionnaire des Rivières et des Lacs de la province de Québec, édition 1914, indique : Susie, (Rivière) dans la partie supérieure du Saint-Maurice. « Elle coule, d'après A. J. Lacoursière, A. G. (1912) à travers une contrée légèrement ondulée et peu boisée. Le territoire qu'elle borde est à peu près inculte, et les bois qui dominent sont le bouleau et le cyprès. Son parcours est d'environ 45 milles (72 km). Elle reçoit les eaux de plusieurs lacs poissonneux.»
La rivière Suzie prend sa source à l’embouchure du lac Boulevard (longueur : 0,85 km ; largeur maximale : 0,3 km ; altitude : 442 m). Un sommet de montagne atteignant 470 m est situé du côté est du lac.
Ce lac de tête est situé à :
- l'ouest de la ligne de partage des eaux avec le sous-bassin versant d’un ruisseau coulant vers le sud jusqu’au lac Chouart lequel constitue le lac de tête de la rivière Chouart, coulant vers le sud ;
- l'est de la ligne de partage des eaux avec le sous-bassin versant du lac Moon, dont le courant coule successivement vers le lac Shannon et Chaudillon. Ces plans d’eau constituent la tête de la rivière Camachigama.

L’embouchure du lac Boulevard est situé à 50,6 km au sud de la confluence de la rivière Suzie avec le lac Bernier, à 120,1 km à l'est du centre-ville de Senneterre, à 83,7 km à l'ouest du centre du village de Parent et à 18,3 km au sud du chemin de fer du Canadien National.
Les principaux bassins versants voisins de la rivière Suzie sont :
- côté nord : rivière Mégiscane, lac Bernier, lac Pascagama ;
- côté est : lac Tamarac, rivière Tamarac ;
- côté sud : rivière Chouart, rivière Festubert ;
- côté ouest : rivière Chênevert, ruisseau Hudson, rivière Camachigama, lac Jalobert, rivière Kekek, rivière Mégiscane.

À partir de l’embouchure du lac Boulevard, la rivière Suzie coule sur 71,4 km selon les segments suivants :
Cours supérieur de la rivière Suzie (segment de 14,1 km)
- 1,7 km vers le nord en traversant le lac Bibeault (altitude : 439 m) sur 1,3 km, jusqu’à son embouchure ;
- 1,5 km vers le nord en traversant le lac Gertrude (altitude : 437 m) sur 1,2 km, jusqu’à son embouchure ;
- 3,7 km vers le nord-est en traversant le lac Lee (altitude : 437 m) sur 0,8 km, puis continuant jusqu’au fond d’une baie de la rive sud du lac Suzie ;
- 4,2 km vers le nord en traversant le Lac Suzie (altitude : 432 m) sur sa pleine longueur, jusqu’à son embouchure ;
- 3,0 km vers le nord en traversant le lac Hazelwood (altitude : 431 m) sur sa pleine longueur ;

Cours intermédiaire de la rivière Suzie (segment de 30,3 km)
- 4,5 km vers le nord en serpentant jusqu’à un petit lac formé par l’élargissement de la rivière ;
- 5,1 km vers le nord en traversant des zones de marais jusqu’à un ruisseau (venant du nord) ;
- 2,8 km vers l'ouest en serpentant, jusqu’à la rivière Chênevert (venant du sud) ;
- 3,3 km vers le nord en recueillant les eaux de la décharge du lac de l’Impôt, jusqu’à la décharge (venant de l'ouest) du lac France ;
- 2,6 km vers le nord en serpentant jusqu’au chemin de fer du Canadien National ;
- 6,2 km vers le nord en passant du côté ouest du lac Lorette, jusqu’à la rive est du Lac Lacoursière ;
- 5,8 km vers le nord en traversant le lac Lacoursière (longueur : 8,3 km ; altitude : 418 m) sur sa pleine longueur, jusqu’à son embouchure. Note : le lac Lacoursière comporte une zone de marais sur la rive est de la partie nord. Ce lac reçoit les eaux du ruisseau Hudson sur sa rive sud-est. Et le chemin de fer du Canadien National passe au sud du lac.

Cours inférieur de la rivière Suzie (segment de 27,0 km)
- 5,8 km vers le nord en serpentant jusqu’à la rive sud du lac Ganas ;
- 3,9 km vers le nord traversant le lac Ganas (altitude : m) sur sa pleine longueur, jusqu’aux rapides ;
- 5,4 km vers le nord jusqu’à la rive sud du Lac ? ;
- 4,0 km vers le nord en traversant le lac Brécourt (altitude : 405 m), jusqu’au barrage situé à son embouchure. Note : Ce barrage fait dévier l'eau du lac Brécourt vers l'est à travers un dévidoir auxiliaire jusqu'au lac du Poète. De là, le courant se dirige vers le réservoir Gouin ;
- 3,6 km vers le nord jusqu’à la rive sud du Lac aux Cèdres ;
- 4,0 km vers le nord-est en traversant le Lac aux Cèdres sur sa pleine longueur ;
- 0,3 km vers l’est, jusqu'à la confluence de la rivière[3].

La rivière Suzie se décharge sur la rive ouest du lac Bernier (altitude : 405 m) lequel se déverse dans un coude de la rivière Mégiscane. Cette dernière est un affluent du lac Parent. Ce dernier lac est se déverse dans la rivière Bell, un affluent du lac Matagami. Ce dernier lac se déverse à son tour dans la rivière Nottaway, un affluent de la rive sud-est de la Baie James.
Cette confluence de la rivière Suzie avec le lac Bernier est située, à 30,7 km au nord du chemin de fer du Canadien National, à 31,7 km au nord de la gare ferroviaire de Rivière-Susie, à 93,7 km au nord-ouest du centre du village de Parent, à 11,6 km à l'ouest du réservoir Gouin et à 104,3 km à l'est du lac Parent.

## Histoire
En 1948, le gouvernement du Québec approuva le projet de Shawinigan Water and Power Company de rehausser le niveau du réservoir Gouin, afin d'accroitre le débit de la rivière Saint-Maurice et conséquemment augmenter la production hydro-électrique. La Shawinigan Water & Power Company a pu réaliser ce projet, en détournant le cours supérieur de la rivière Mégiscane et de la rivière Suzie, qui s'écoulaient naturellement vers le nord, soit la baie James, afin de les faire se déverser vers le sud jusqu'au fleuve Saint-Laurent par la rivière Saint-Maurice. Une série de digues et de canaux ont été aménagés ces deux rivières afin de réaliser la dérivation des eaux.

## Toponymie
Selon la Commission de toponymie du Québec, un premier document, le nom Susie River avait été approuvé le 16 juillet 1935 par la Commission de géographie du Québec et selon un deuxième, le toponyme Rivière Suzie a été approuvé le 30 décembre 1963.
Le toponyme rivière Suzie a été inscrit le 5 décembre 1968 à la banque des noms de lieux de la Commission de toponymie du Québec, soit lors de sa création.